# Passage Picton
Le passage Picton (en espagnol : paso Picton ou brazo Picton), est un canal naturel situé dans l'archipel de la Terre de Feu à l'extrémité sud du Chili. Il est rattaché administrativement à la commune de Cabo de Hornos, dans la province de l'Antarctique chilien, dans la XIIe région de Magallanes et de l'Antarctique chilien.
Il fut nommé par le commandant Fitz Roy lors de son expédition (1828-1830) en l’honneur du général Thomas Picton. Il ne faut pas le confondre avec le canal Picton (es), un canal patagonien secondaire, situé plus au nord-ouest en Patagonie chilienne.

## Localisation
Le passage Picton est situé au sud de la grande île de la Terre de Feu dans la région la plus australe de l'Amérique du Sud. Il sépare l'île Navarino, à l'ouest, des îlots Snipe, Hermanos et Solitario — que l'on trouve au nord du canal —, et de l'île Picton, située à l'est.
Le passage Picton est l'un des deux bras de mer qui se réunissent pour former le canal Beagle au niveau de la pointe Ganado, située au nord-ouest de l'île Picton. Ce passage naturel relie le canal Beagle avec la baie Oglander.

## Géographique physique
La largeur — dans l'axe nord-ouest/sud-est — du passage Picton est d'environ 25 km ; et sa largeur — dans l'axe nord-est/sud-ouest — est de 3,6 km dans sa partie la plus large. Sa profondeur moyenne est de 100 mètres, en sachant que cette dernière est supérieure à 100 mètres dans toute la partie centrale longitudinale du canal, elle atteint un maximum de 122 mètres face à Puerto Toro. Son centre géographique est situé à : 55°03'35"S 67°01'36"O.

## Population
La seule localité située sur ses rivages est Puerto Toro, le peuplement permanent le plus austral au monde. 